# Casanova dels Frares
Casanova dels Frares és una masia de Folgueroles (Osona) inclosa a l'Inventari del Patrimoni Arquitectònic de Catalunya.

## Descripció
Es tracta d'un edifici civil. És una masia de planta quadrada (12 x 12 m), coberta a dues vessants que a la part de la façana es converteixen en tres. Aquesta es troba orientada a migdia i presenta diverses obertures rectangulars tant a la planta com als dos pisos, que van disminuint de mida amb l'alçada. Als murs sud i oest s'obren dos portals de forma rectangular. L'edificació es troba envoltada per dependències agrícoles i a la part de tramuntana hi ha una lliça a la qual s'accedeix a través d'un portal protegit per un frontó. És construïda amb lleves de gres i margues a la part baixa i de tàpia a la part superior, amb arrebossat al damunt.
L'estat de conservació és regular, ja que es troba abandonada.

## Història
No hi ha cap notícia històrica ni constructiva que ens permeti data la seva construcció.